# رابرت جی. دبلیو. اندرسون
رابرت جی. دبلیو. اندرسون (انگلیسی: Robert G. W. Anderson؛ زادهٔ ۲ مه ۱۹۴۴) یک شیمی‌دان اهل بریتانیا است.